# Moussa Faki
Moussa Faki (Biltine, 1960. június 21. –) csádi politikus, az ország 2003–2005 között az ország miniszterelnöke, 2017 január 30. óta az Afrikai Unió elnöke. 2003. június 24-től 2005. február 24-ig Csád miniszterelnöki tisztségét töltötte be. Faki a kormányzó MPS (Mozgalom a Nemzeti Megmentésért) tagja és a zaghawa népcsoporthoz tartozik, csakúgy, mint Csád elnöke, Idriss Déby. 2007-től 2008-ig a Gazdasági, Szociális és Kulturális Tanács elnöke volt, 2008 áprilisa óta pedig külügyminiszter.